# Kieran Trippier
Kieran John Trippier (Bury, 19 september 1990) is een Engels voetballer die doorgaans als rechtsback speelt. Hij tekende in januari 2022 bij Newcastle United. Eerder speelde hij onder andere voor Tottenham Hotspur en Atlético Madrid. Trippier debuteerde in 2017 in het Engels voetbalelftal.

## Clubcarrière

### Manchester City en huurperiodes
Trippier speelde acht seizoenen in de jeugd van Manchester City. In februari en augustus 2010 werd hij uitgeleend aan Barnsley, op dat moment actief in de Championship. Daarvoor scoorde hij op 22 februari 2011 zijn eerste profdoelpunt, tegen Leeds United. In juli 2011 werd hij uitgeleend aan Burnley, dan ook spelend in de Championship. Op 17 december 2011 scoorde hij zijn eerste doelpunt voor Burnley tegen Brighton & Hove Albion.

### Burnley
Burnley legde Trippier op 3 januari 2012 definitief vast. Hij stond tijdens het seizoen 2012/13 in het PFA Championship elftal van het jaar. Trippier promoveerde in 2014 met Burnley naar de Premier League, waarin hij op 18 augustus van dat jaar debuteerde, thuis tegen Chelsea (1-3). Hij speelde dat jaar alle competitiewedstrijden met zijn club, die na afloop van het seizoen degradeerde.

### Tottenham Hotspur
Trippier tekende in juni 2015 een contract tot medio 2020 bij Tottenham Hotspur, de nummer vijf van de Premier League in het voorgaande seizoen. Trippier debuteerde voor Tottenham op 17 september 2015, in het Europa Leagueduel tegen Qarabağ. De eerste binnenlandse wedstrijd voor Tottenham van Trippier was zes dagen later tegen Arsenal in de derde ronde van de FA Cup. Zijn Premier League-debuut maakte Kieran Trippier tegen Bournemouth door Kyle Walker te vervangen. Tot kerst kreeg Trippier geen basisplaats in de Premier League van Mauricio Pochettino. Die kreeg hij wel op 28 december tegen Watford. In die wedstrijd gaf hij gelijk een assist bij het winnende doelpunt van Son Heung-min. In de thuiswedstrijd tegen Watford scoorde Trippier zelf, het was zijn eerste en doelpunt voor de club en het enige doelpunt van de wedstrijd.
In het seizoen 2016/17 maakte Trippier zijn Champions League-debuut tegen CSKA Moskou. Die wedstrijd werd gewonnen. Over alle competities speelde Trippier 22 wedstrijden en gaf hij zeven assists. Op 30 juni 2017 tekende hij een nieuw contract bij Tottenham Hotspur tot 2022. Die zomer maakte Kyle Walker een transfer naar Manchester City waardoor Trippier de eerste linksback van Tottenham kon worden. De Londense club haalde echter Serge Aurier. Maar na goede wedstrijden in de Champions League werd Trippier de eerste keus op de rechtsbackpositie.
Na het WK voetbal speelde Trippier zijn eerste wedstrijd in het seizoen 2018/19 tegen promovendus Fulham. De Engelse voetballer maakte uit een vrije trap de 2-1 in die met 3-1 gewonnen wedstrijd. In dat seizoen bereikte Trippier met Tottenham Hotspur de finale van de Champions League. De finale werd met 2–0 verloren tegen Liverpool.

### Atlético Madrid
Trippier verliet in juli 2019 voor het eerst de Engelse competitie en tekende voor drie jaar bij Atlético Madrid. Dat betaalde circa 22 miljoen euro voor hem aan Tottenham Hotspur. Trippier stond ook hier doorgaans in de basis. Hij werd in 2020/21 landskampioen met Atlético Madrid, de eerste grote grote prijs in zijn carrière. Daar droeg hij zelf in 28 speelronden aan bij, allemaal vanaf de aftrap. Trippier speelde in 2,5 jaar 86 wedstrijden voor Atlético Madrid, waarvan 68 in de Primera División.

### Newcastle United
Trippier keerde in januari 2022 terug naar Engeland. Hij tekende toen een contract tot medio 2024 bij Newcastle United, dat circa 14 miljoen euro voor hem betaalde aan Atlético Madrid. Dit gebeurde een paar maanden nadat een consortium uit Saudi-Arabië Newcastle kocht en de club aanzienlijk meer financiële middelen gaf. Trippier was een van de vier spelers waaraan de club die maand meer dan 100 miljoen euro uitgaf. Coach Eddie Howe zette hem ook meteen in de basis. Hij brak tijdens zijn vierde wedstrijd voor Newcastle - tegen Aston Villa - echter een middenvoetsbeentje. Hierdoor lag hij er 2,5 maand uit en kon hij alleen aan het einde van het seizoen nog twee wedstrijden meedoen. Trippier stond in seizoen 2022/23 alle 38 speelronden in de basis bij Newcastle United. Zijn ploeggenoten en hij plaatsten zich dat jaar via de vierde plaats voor het eerst in twintig jaar voor de Champions League.

## Clubstatistieken
| Seizoen | Club              | Competitie       | Competitie | Competitie | Beker | Beker | Europees | Europees | Totaal | Totaal |
| Seizoen | Club              | Competitie       | Wed.       | Dlp.       | Wed.  | Dlp.  | Wed.     | Dlp.     | Wed.   | Dlp.   |
| ------- | ----------------- | ---------------- | ---------- | ---------- | ----- | ----- | -------- | -------- | ------ | ------ |
| 2009/10 | Manchester City   | Premier League   | 0          | 0          | 0     | 0     | –        | –        | 0      | 0      |
| 2009/10 | → Barnsley        | Championship     | 3          | 0          | 0     | 0     | –        | –        | 3      | 0      |
| 2010/11 | → Barnsley        | Championship     | 39         | 2          | 2     | 0     | –        | –        | 41     | 2      |
| 2011/12 | → Burnley         | Premier League   | 25         | 1          | 4     | 1     | –        | –        | 0      | 0      |
| 2011/12 | Burnley           | Premier League   | 21         | 2          | 0     | 0     | –        | –        | 0      | 0      |
| 2012/13 | Burnley           | Premier League   | 45         | 0          | 3     | 0     | –        | –        | 48     | 0      |
| 2013/14 | Burnley           | Premier League   | 41         | 1          | 5     | 1     | –        | –        | 46     | 2      |
| 2014/15 | Burnley           | Premier League   | 38         | 0          | 3     | 0     | –        | –        | 41     | 0      |
| 2015/16 | Tottenham Hotspur | Premier League   | 6          | 1          | 3     | 0     | 10       | 0        | 19     | 1      |
| 2016/17 | Tottenham Hotspur | Premier League   | 12         | 0          | 7     | 0     | 3        | 0        | 22     | 0      |
| 2017/18 | Tottenham Hotspur | Premier League   | 24         | 0          | 8     | 0     | 3        | 0        | 35     | 0      |
| 2018/19 | Tottenham Hotspur | Premier League   | 27         | 1          | 3     | 0     | 8        | 0        | 38     | 1      |
| 2019/20 | Atlético Madrid   | Primera División | 25         | 0          | 2     | 0     | 6        | 0        | 33     | 0      |
| 2020/21 | Atlético Madrid   | Primera División | 28         | 0          | 0     | 0     | 7        | 0        | 35     | 0      |
| 2021/22 | Atlético Madrid   | Primera División | 15         | 0          | 0     | 0     | 3        | 0        | 18     | 0      |
| 2021/22 | Newcastle United  | Premier League   | 6          | 2          | 1     | 0     | –        | –        | 7      | 2      |
| 2022/23 | Newcastle United  | Premier League   | 38         | 1          | 8     | 0     | –        | –        | 46     | 1      |
| 2023/24 | Newcastle United  | Premier League   | 25         | 1          | 5     | 0     | 6        | 0        | 36     | 1      |
| TOTAAL  | TOTAAL            | TOTAAL           | 418        | 11         | 54    | 2     | 46       | 0        | 518    | 14     |

Bijgewerkt tot en met 1 mei 2024.

## Interlandcarrière
Trippier kwam uit voor diverse Engelse nationale jeugdelftallen. Hij speelde twee keer voor Engeland -21. Op 13 juni 2017 debuteerde hij voor het eerste elftal tegen Frankrijk. De wedstrijd werd met 3-2 verloren. In het vriendschappelijke duel met Nigeria op 2 juni 2018 was Trippier voor het eerst betrokken bij een doelpunt van Engeland. Hij gaf de assist op het openingsdoelpunt van Gary Cahill. Na dat doelpunt scoorden beide teams nog één keer.

### WK 2018

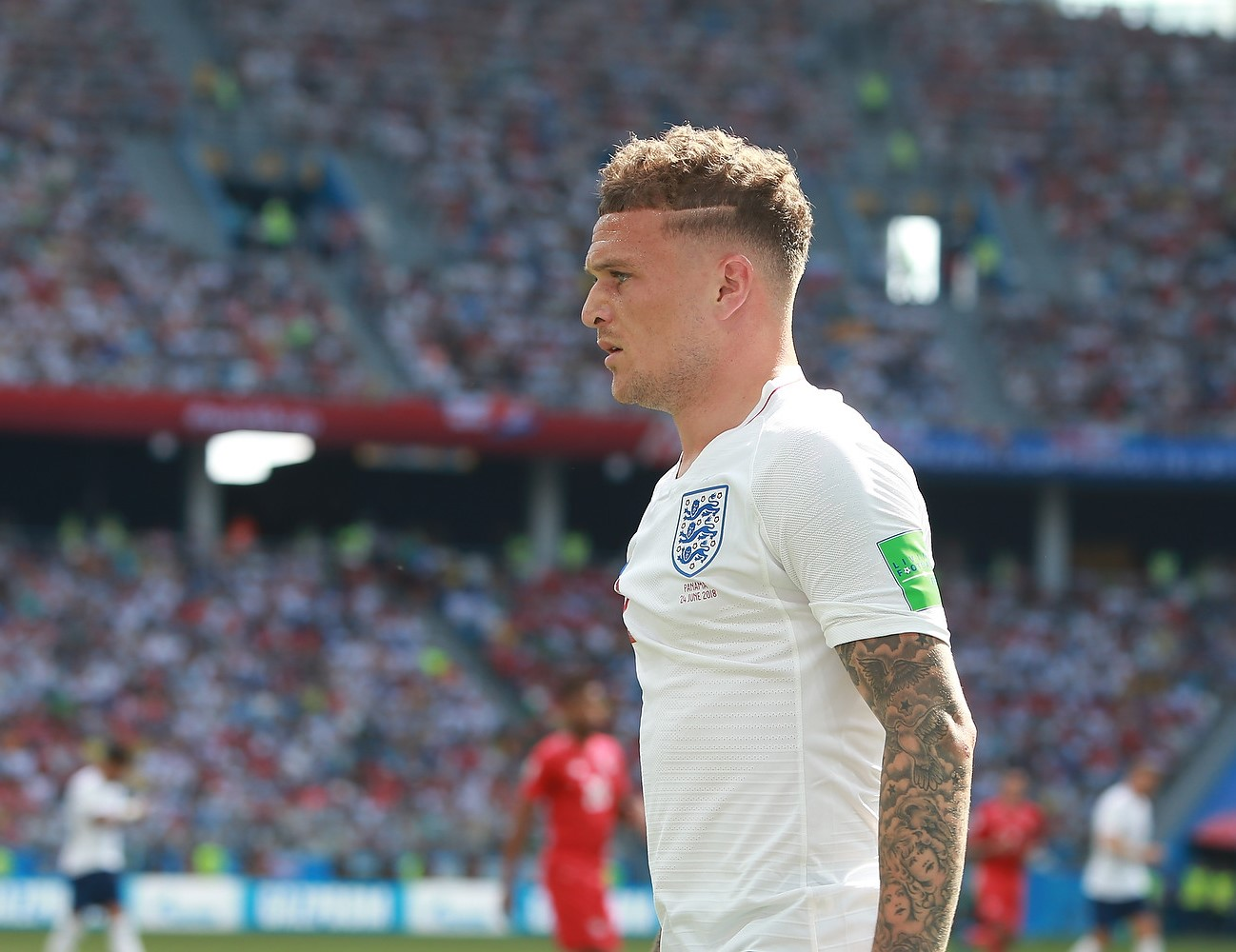
Trippier tijdens een wedstrijd tegen Panama.

Trippier maakte deel uit van de Engelse selectie voor het WK 2018 in Rusland, die door bondscoach Gareth Southgate op 16 mei bekend werd gemaakt. In het openingsduel tegen Tunesië speelde Trippier de hele wedstrijd mee. In de 6-1 overwinning op Panama verliet Trippier 20 minuten voor tijd het veld, maar gaf hij wel de assist op het openingsdoelpunt van John Stones. In de achtste finale tegen Colombia was er na verlenging nog geen winnaar en er was dus een strafschoppenserie nodig. Trippier nam de vierde penalty voor Engeland en schoot raak. Het was de gelijkmaker in de strafschoppenreeks. Engeland ging uiteindelijk naar de kwartfinale. Die werd gewonnen van Zweden. In de halve finale kwamen 'the Three Lions' Kroatië tegen. Trippier scoorde razendsnel het openingsdoelpunt, uit een vrije trap. Dit hielp Engeland echter niet de finale te behalen. In de strijd om de derde plaats werd er gespeeld tegen België, ook al een tegenstander in de groepsfase. De vierde plaats werd behaald na een 2-0 verlies.

### EK 2020
Trippier maakte ook deel uit van de Engelse ploeg op het EK 2020. Na een basisplaats in de eerste poulewedstrijd tegen Kroatië, moest hij de andere twee van begin tot eind toekijken. Southgate zette hem daarna weer in de basis tijdens de achtste finale tegen Duitsland. Hij kwam in de kwart- en halve finale vervolgens in het veld als invaller. Trippier had in de finale voor de derde keer een basisplaats. Hij gaf daarin de assist waaruit Luke Shaw Engeland na twee minuten op 1–0 schoot tegen Italië. De Italianen maakten in de tweede helft gelijk en wonnen na de verlengingen de beslissende strafschoppenserie.

### WK 2022
Het WK 2022 werd Trippiers tweede wereldkampioenschap. Hierop was hij twee poulewedstrijden basisspeler, maar de derde invaller. Hij kwam in de achtste en de (verloren) kwartfinale helemaal niet meer in actie omdat Kyle Walker de voorkeur kreeg van Southgate.

### EK 2024
Trippier werd op 6 juni 2024 door Southgate opgenomen in de Engelse selectie voor het EK 2024 in Duitsland. Engeland bereikte de finale, die het met 2–1 verloor van Spanje. Trippier kwam op het toernooi enkel in de finale niet in actie.

## Erelijst
| Kampioen Primera División | 1× | 2020/21 |

1 Dúbravka ·
2 Trippier ·
4 Botman ·
5 Schär ·
6 Lascelles  ·
7 Joelinton ·
8 Tonali ·
9 Wilson ·
10 Gordon ·
11 Barnes ·
13 Targett ·
14 Isak ·
17 Krafth ·
18 Osula ·
19 Vlachodimos ·
20 Hall ·
21 Livramento ·
22 Pope ·
23 Murphy ·
24 Almirón ·
25 Kelly ·
26 Ruddy ·
28 Willock ·
29 Gillespie ·
33 Burn ·
36 Longstaff ·
37 Murphy ·
39 Guimarães ·
67 Miley ·
Coach: Howe
· Assistent-coach: Jones
1 Butland ·
2 Walker ·
3 Rose ·
4 Jones ·
5 Stones ·
6 Cahill ·
7 Sterling ·
8 Henderson ·
9 Vardy ·
10 Kane  ·
11 Welbeck ·
12 Trippier ·
13 Pickford ·
14 Lingard ·
15 Maguire ·
16 Delph ·
17 Dier ·
18 Young ·
19 Loftus-Cheek ·
20 Alli ·
21 Alexander-Arnold ·
22 Rashford ·
23 Pope ·
Coach: Tuchel
1 Pickford ·
2 Walker ·
3 Shaw ·
4 Rice ·
5 Stones ·
6 Maguire ·
7 Grealish ·
8 J. Henderson ·
9 Kane  ·
10 Sterling ·
11 Rashford ·
12 Trippier ·
13 D. Henderson ·
13 Ramsdale ·
14 Phillips ·
15 Mings ·
16 Coady ·
17 Sancho ·
18 Calvert-Lewin ·
19 Mount ·
20 Foden ·
21 Chilwell ·
22 White ·
23 Johnstone ·
24 James ·
25 Saka ·
26 Bellingham ·
Coach: Southgate
1 Pickford ·
2 Walker ·
3 Shaw ·
4 Rice ·
5 Stones ·
6 Maguire ·
7 Grealish ·
8 Henderson ·
9 Kane  ·
10 Sterling ·
11 Rashford ·
12 Trippier ·
13 Pope ·
14 Phillips ·
15 Dier ·
16 Coady ·
17 Saka ·
18 Alexander-Arnold ·
19 Mount ·
20 Foden ·
21 White ·
22 Bellingham ·
23 Ramsdale ·
24 Wilson ·
25 Maddison ·
26 Gallagher ·
Coach: Southgate
1 Pickford ·
2 Walker ·
3 Shaw ·
4 Rice ·
5 Stones ·
6 Guéhi ·
7 Saka ·
8 Alexander-Arnold ·
9 Kane  ·
10 Bellingham ·
11 Foden ·
12 Trippier ·
13 Ramsdale ·
14 Konsa ·
15 Dunk ·
16 Gallagher ·
17 Toney ·
18 Gordon ·
19 Watkins ·
20 Bowen ·
21 Eze ·
22 Gomez ·
23 Henderson ·
24 Palmer ·
25 Wharton ·
26 Mainoo ·
Coach: Southgate